# عنایت‌آباد، خیبر پختونخوا
عنایت‌آباد (به انگلیسی: Inayatabad) یک روستا در پاکستان است که در ناحیه مانسهره واقع شده‌است. عنایت‌آباد ۳٬۲۲۴ متر بالاتر از سطح دریا واقع شده‌است.